# El Busto
El Busto és un municipi de Navarra, a la comarca d'Estella Occidental, dins la merindad d'Estella. Limita a l'oest amb Sansol, a l'est amb Los Arcos i al sud amb Torres del Río. El 2020 tenia 54 habitants.

## Demografia
| Evolució demogràfica                                | Evolució demogràfica | Evolució demogràfica | Evolució demogràfica | Evolució demogràfica | Evolució demogràfica | Evolució demogràfica | Evolució demogràfica | Evolució demogràfica | Evolució demogràfica | Evolució demogràfica | Evolució demogràfica |
| 1996                                                | 1998                 | 1999                 | 2000                 | 2001                 | 2002                 | 2003                 | 2004                 | 2005                 | 2006                 | 2007                 | 2020                 |
| --------------------------------------------------- | -------------------- | -------------------- | -------------------- | -------------------- | -------------------- | -------------------- | -------------------- | -------------------- | -------------------- | -------------------- | -------------------- |
| 105                                                 | 102                  | 102                  | 102                  | 102                  | 99                   | 92                   | 87                   | 85                   | 83                   | 79                   | 54                   |
| Fonts: El Busto i Institut d'Estadística de Navarra |                      |                      |                      |                      |                      |                      |                      |                      |                      |                      |                      |